# Sepedophilus constans
Sepedophilus constans är en skalbaggsart som först beskrevs av Fowler 1888.  Sepedophilus constans ingår i släktet Sepedophilus, och familjen kortvingar. Arten är reproducerande i Sverige.